# キンガ (ポーランド王妃)
アールパードハージ・キンガ（ハンガリー語: Árpádházi Szent Kinga, ポーランド語: Święta Kinga, 1224年3月5日 - 1292年7月24日）は、ポーランド王ボレスワフ5世の王妃。クネグンダ（Cunegunda,Kunegunda）、クニグンダ（Kunigunda）、クネグンデス（Cunegundes）、キオガ（kioga）、ジンガ（Zinga）とも。カトリック教会の聖人で、ポーランド、リトアニアの守護聖人。記念日は7月24日。
ハンガリー王ベーラ4世とマリア・ラスカリナの長女として生まれた。聖エルジェーベトの姪であり、アンデクスの聖ヤドヴィガ（ヘートヴィヒ）は大叔母にあたる。
1239年、キンガは気の進まぬままボレスワフ5世と結婚した。ポーランド王妃になるが、結婚していたにもかかわらず、信仰心の篤い2人は肉体的な純潔を守っていた。王妃である間、キンガは貧者を訪問したり、ハンセン病患者を世話するといった慈善行為を行った。1279年にボレスワフが死ぬと、キンガは所有物を全て売り、金を貧者へ与えた。そしてすぐに王国の政治から一切身を引き、たった一人で貧者のクララ会修道院に入ることを決めた。キンガは観想的な祈りのなかで余生を送り、誰にもポーランド王妃であったかつての地位を彼女に問うことを許さなかった。

## ヴィエリチカ岩塩坑の発見
キンガは若いころ一生を祈りと慈善活動にささげる決心をしていた。ボレスワフとの婚約が決まったとき、一生独身でいるつもりであったキンガは気乗りがしなかった。あるとき彼女はハンガリー王国のマラムレシュ（現ルーマニア領）の岩塩坑の中に婚約指輪を放り投げて捨ててしまった。しかし結婚は両国の政治によって成立し、キンガはポーランドへ移ることとなった。
彼女がポーランドへ嫁いでから10年ほどしたある日のこと、首都クラクフ郊外の、当時はごく小さな岩塩の採掘所のあったヴィエリチカ村より「たいへんりっぱな指輪が見つかった。これは王室の女性のものに違いない。」という一報が入った。
記録によれば、ヴィエリチカでの岩塩採掘は遅くとも1044年には土地の有力者により行われていた。当時のポーランドは岩塩の輸入国で、その輸入元は主にハンガリー王国であった。そのハンガリーから運ばれてきた岩塩はヴィエリチカにある倉庫に貯蔵されていた。
キンガは確認のためにヴィエリチカへと向かった。現地でその土地の代表者より指輪を見せられたキンガはびっくり仰天した。なんとその指輪は以前キンガ自身が故郷のハンガリーでマラムレシュ岩塩坑の中に放り込んで捨てた指輪そのものだったのだ。ポーランドがマラムレシュより輸入していた岩塩の一時置き場がヴィエリチカにあり、その岩塩の山の中から指輪が見つかったのである。
これを単なる偶然ではありえないと信じたポーランド王室は、国のプロジェクトとして本格的にヴィエリチカの地中を掘り進んでみた。すると、果たして途方もない規模の岩塩床が見つかったのである。
1250年、ポーランド王国はこの岩塩床からの塩の採掘を王立の事業とし、大規模な投資を行って事業を再編成した。その後、王国はこの塩の輸出で莫大な利益をあげつづけて行くこととなった。当時、同じ重さの岩塩と金は同じ価値があった。ヨーロッパ最大の岩塩坑、または世界最古の企業のひとつとして有名なヴィエリチカ岩塩坑の国営化の逸話である。

## 列聖
ローマ教皇アレクサンデル8世は、1690年にキンガを列福した。1695年、キンガはポーランド及びリトアニアの守護聖人とされた。1999年6月16日、教皇ヨハネ・パウロ2世によって列聖された。 

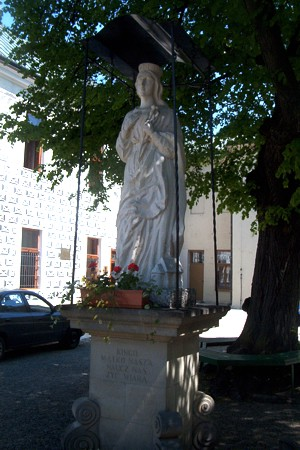
スタルィ・ソンチ（英語版）の修道院にあるキンガの像
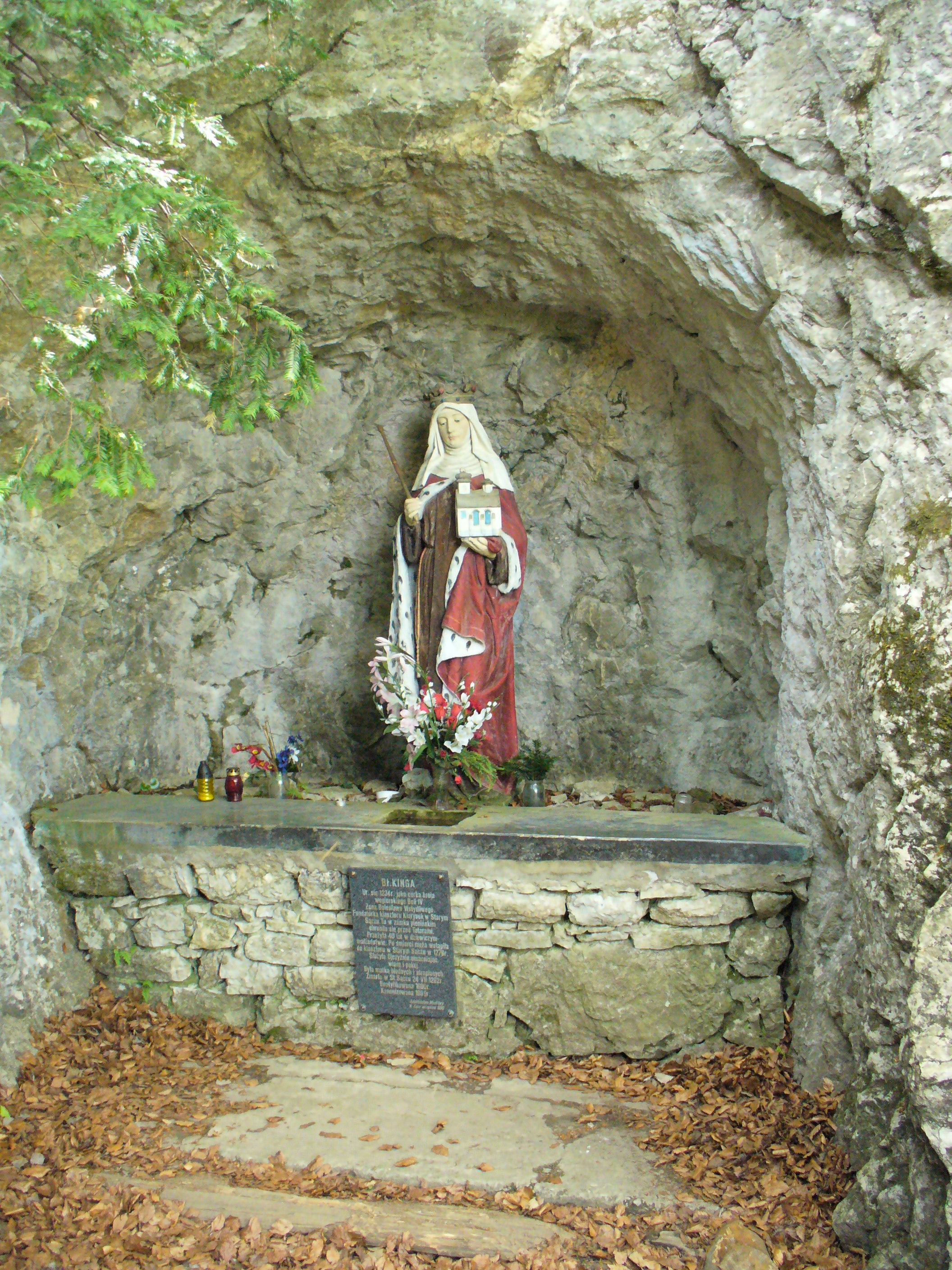
トジ・コロヌィ（英語版）近郊のキンガ像
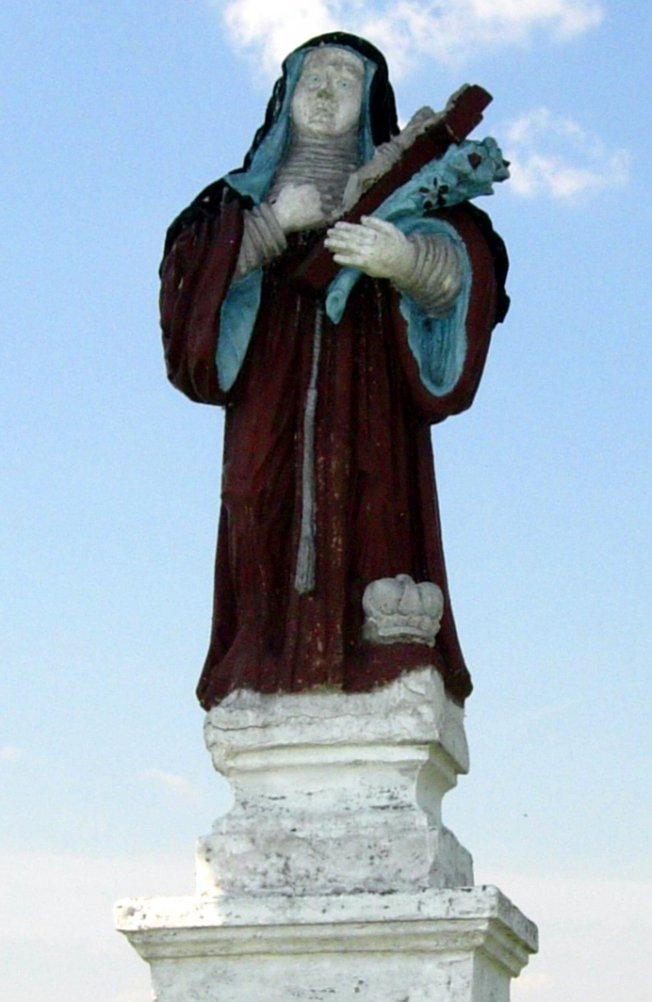
ノヴィ・コルチニ（英語版）にある19世紀のキンガ像
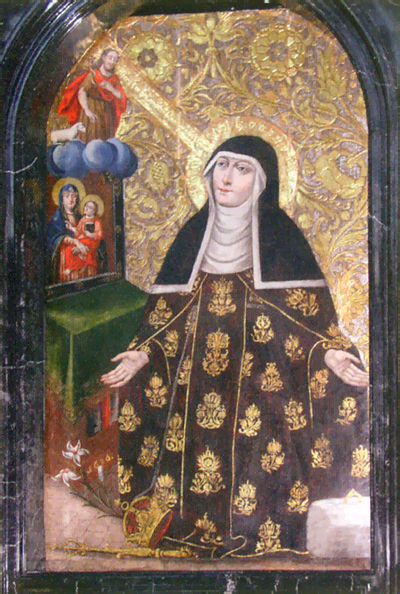
聖キンガ